# 沃尔瑟姆 (马萨诸塞州)
沃爾瑟姆（英語：Waltham）是一個位於米德爾塞克斯縣的城市，是北美洲工業革命的早期重鎮之一。於2018年時人口為 62,962。沃爾瑟姆鐘錶公司於1854年在該城市開設了第一間用生產線製作鐘錶的工廠，因此沃爾瑟姆常被稱為「鐘錶之城」。它在1876年於費城大陸展覽中贏得金牌。至1957年關閉時，該公司已製作了超過4千萬隻手錶、鐘和其他儀器。美国军火公司雷神公司总部位于该城。

## 歷史
沃爾瑟姆於1634年作為沃特敦的一部份建鎮，而於1738年正式成為一個獨立的鎮。於1806年為前麻薩諸塞州州長克里斯托弗·戈爾建成的戈爾大宅亦是位於該市。

## 地理
沃爾瑟姆地處北緯 42°22′50″ 西經 71°14′6″，離波士頓西北城區約 10 里（16.09 公里）。
該市沿著查爾斯河伸展，亦保有幾座水壩。這些水壩在早期曾為鄰近的紡織廠或其他工廠提供電力。

## 文化
沃爾瑟姆跟波士頓和其他鄰近城市相隔了一段距離，所以保留了一種獨特的味道。為數不少的高科技公司因為租金便宜而落戶於近高速公路出口的公司園區，同時亦帶旺了附近的餐飲和商務酒店事業。
位於沃爾瑟姆市中心的穆迪街以多彩多姿的店舖、餐廳和酒吧為居民和訪客提供了別具風味的娛樂。近幾年，穆迪街的夜生活也由於通勤方便和租金相對廉宜，吸引不少年輕的專業人士。
沃爾瑟姆藝術委員會連續 25 年贊助了「沃爾瑟姆公地演奏會」的活動，在夏天的每個星期裡免費為觀眾提供音樂表演。「沃爾瑟姆公地演奏會」由史提芬·喬戈爾創立和籌辦，直至他在2004年去世。

## 教育
沃爾瑟姆有十所公立學校：七所小學、兩所初中及一所高中；私立學校則有六所。
高等教育方面，有兩所大學：布兰戴斯大学及本特利大學（Bentley University）。本來還有一個波士頓大學電子影像中心（Center for Digital Imaging Arts at Boston University）的校園，但已於2014年關閉。

## 外部連結
- 官方網站 （页面存档备份，存于）
- 發現沃爾瑟姆 （页面存档备份，存于）